# (210) Isabella
(210) Isabella es un asteroide perteneciente al cinturón de asteroides descubierto el 12 de noviembre de 1879 por Johann Palisa desde el observatorio de Pula, Croacia.
Se desconoce la razón del nombre.